# Adrian von Bubenberg

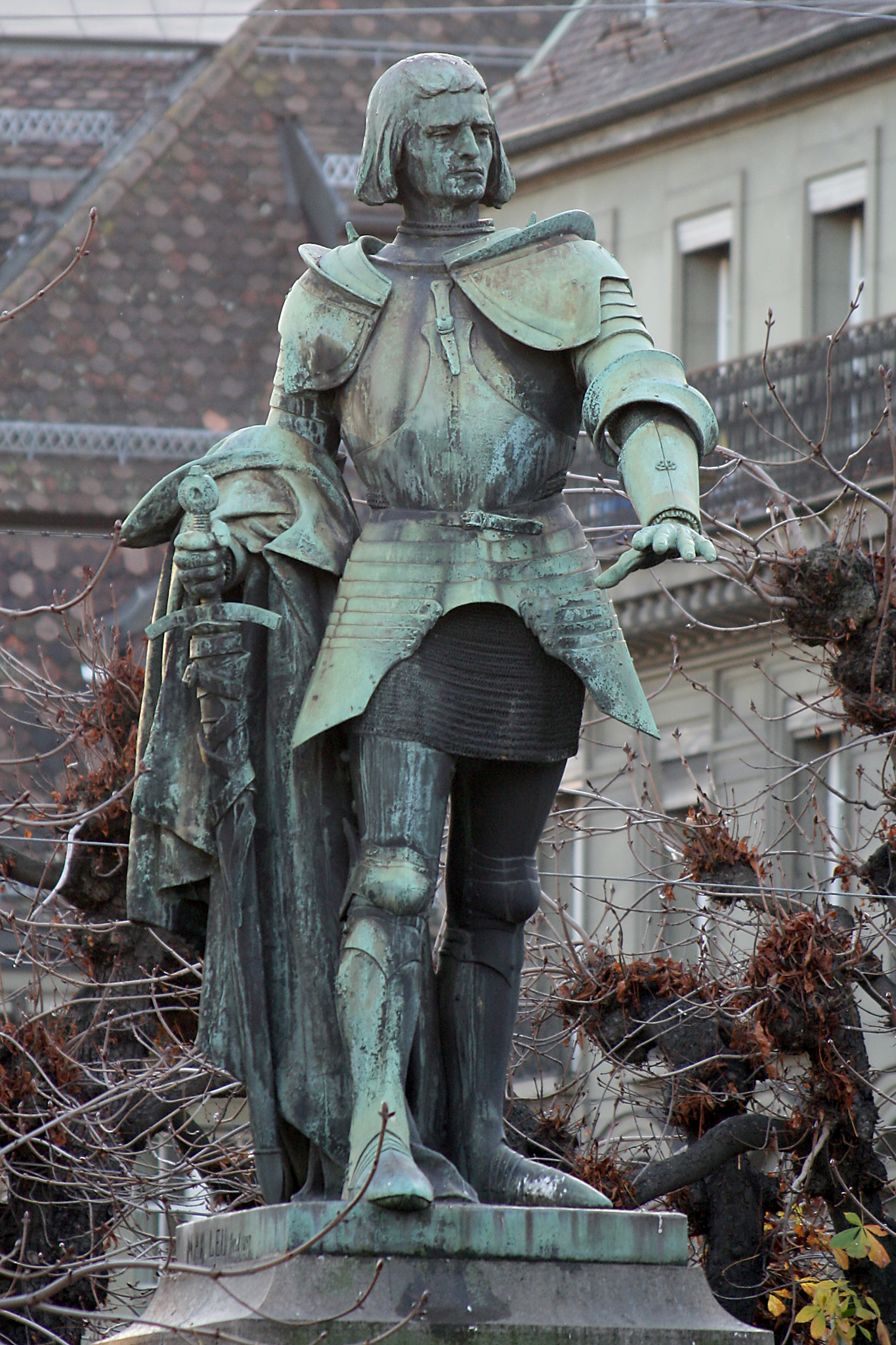
Pomnik Adriana von Bubenberg, postawiony 18 lipca 1897 roku w Bernie (Szwajcaria)

Adrian von Bubenberg (ur. ok. 1430 w Spiezu, zm. w sierpniu 1479 w Bernie) – szwajcarski rycerz, dowódca wojskowy i polityk.

## Życiorys
Przebywał na dworze księcia Burgundii Filipa Dobrego, trzykrotnie był burmistrzem Berna (w latach 1468–1469, 1473–1474 i 1477–1479. Sprzeciwiał się sojuszowi Konfederacji Szwajcarskiej z Francją przeciw Burgundii, próbując utrzymywać pokojowe stosunki z ambitnym władcą Burgundii Karolem Zuchwałym. Po wybuchu wojny Szwajcarii z Burgundią w październiku 1474 na krótko udał się za granicę, jednak szybko wrócił i przyłączył się do walki. Był komendantem załogi broniącej Murten (w czerwcu 1476) przed wojskami Karola Zuchwałego. W 1477 posłował na dwór Ludwika XI w związku z podziałem spadku burgundzkiego, by zapobiec zajęciu Franche-Comté przez Francję. Stał się popularną postacią szwajcarskiej historii.